# علاقة مثلية

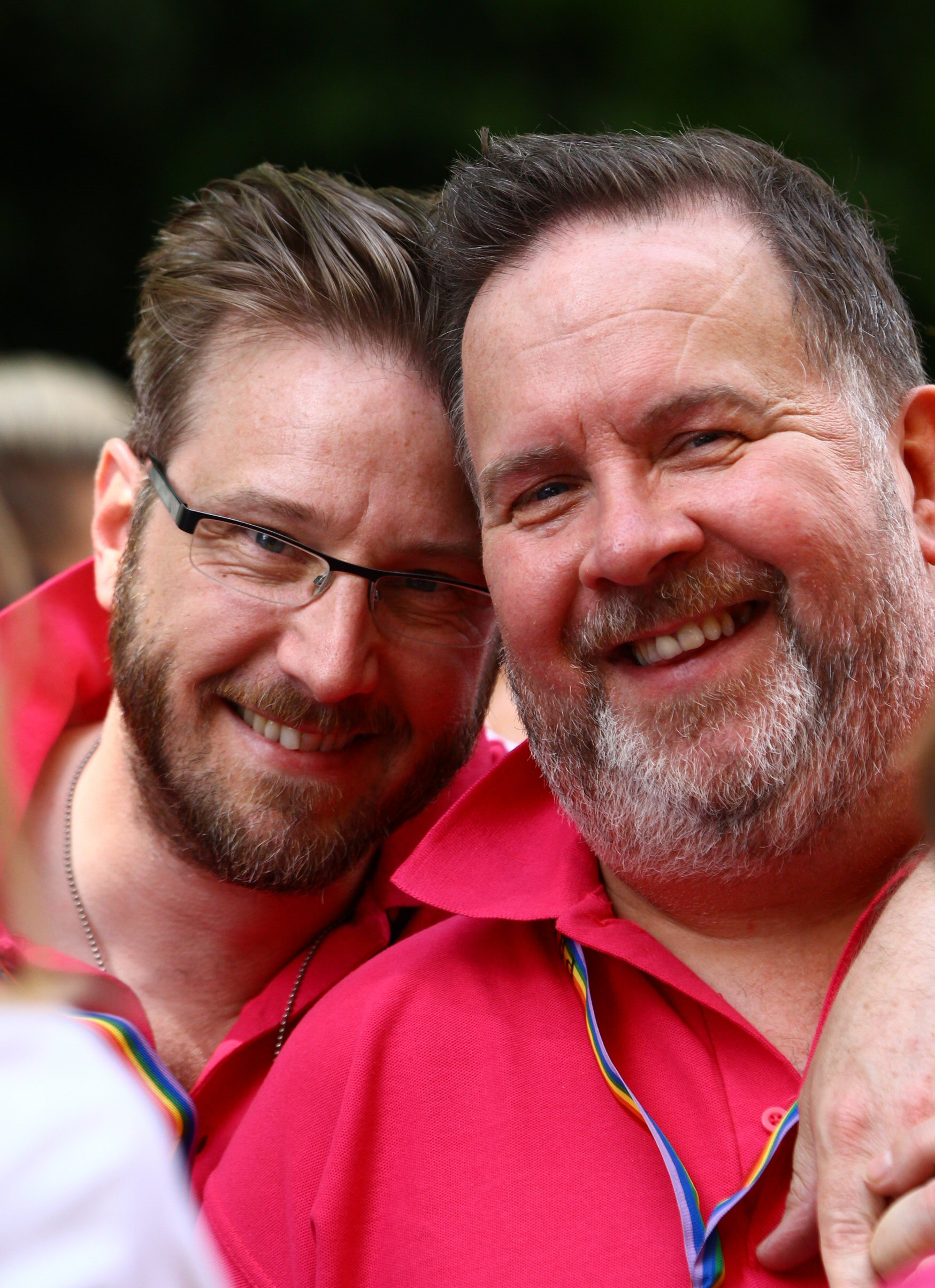
زوجان مثليان في مسيرة فخر بلندن

العلاقة المثلية هي علاقة بين شخصين من نفس الجنس قد تتخذ أشكالًا عديدة ابتداء من الرومانسية والجنسية، وصولًا للعلاقات غير الرومانسية المثلية الاجتماعية الوثيقة. يترافق المصطلح بالدرجة الأولى مع علاقات المثليين والمثليات (السحاقيات). يشير زواج المثليين إلى الاعتراف المؤسسي بمثل هذه العلاقات بصيغة الزواج، وقد يكون هناك اتحاد مدني في الأماكن التي لا يكون فيها زواج مثليين.
لا يتعلق مصطلح العلاقة المثلية حصرًا بالتوجه الجنسي للمشاركين فيها. فقد يشترك الأفراد من أي توجه جنسي في علاقة مثلية (بالأخص اعتمادًا على التعريف القانوني والاجتماعي والعلمي للجنس)، يجادل بعض الناشطين بأن الإشارة إلى العلاقة المثلية باسم «العلاقة المثلية» أو «العلاقة السحاقية» شكل من أشكال محو ازدواجية التوجه الجنسي.

## تاريخيًا
اعتُقِد أن حياة العديد من الشخصيات التاريخية بما في ذلك سقراط والإسكندر الأكبر واللورد بايرون وإدوارد الثاني وهادريان ويوليوس قيصر ومايكلانجيلو ودوناتيلو وليوناردو دا فينشي وأوسكار وايلد وفيتا ساكفيل ويست وألفونسينا ستورني وكريستوفر مارلو، تضمنت علاقات جنسية مع أشخاص من نفس جنسهم. وأُطلقَت عليهم أغلب الأحيان مصطلحات مثل «مثلي» أو «مزدوج التوجه الجنسي»، يعتبر البعض مثل ميشال فوكو هذا الأمر مهددًا بإدخال بناء معاصر للجنسانية في غير زمانه الصحيح ودخيلًا عليه، رغم أن الآخرين عارضوا هذا الرأي.

### في القوات المسلحة
عززت بعض المجتمعات القديمة ومجتمعات العصور الوسطى، مثل اليونان واليابان، روابط الحب الجنسي بين المحاربين المتمرسين ومتدربيهم. كان يُعتقَد أن الرجل والشاب الواقعَين في حب بعضهما سيحاربان بقوة أكبر وروح معنوية أعظم. أحد الأمثلة الكلاسيكية للقوات العسكرية المبنية على هذا المعتقد هو فرقة ثيفا المقدسة. ولكن، لم تنخرط بعض الحضارات القديمة وحضارات العصور الوسطى الأخرى مثل الساكسون والفايكنج في هذه الممارسة علنًا، بالتالي لا ينبغي اعتبار هذه الأمثلة قاعدةً عامة للحضارات القديمة.
أدى اعتناق الإمبراطور الروماني قسطنطين للمسيحية في القرن الرابع وما تلاه من هيمنة المسيحية إلى تضاؤل التركيز على الحب الجنسي ضمن القوات العسكرية. بحلول زمن الحروب الصليبية، ساد الاعتقاد بأن العلاقات الجسدية بين الذكور آثمة، ووفقًا لذلك، ارتأوا أن مثل هذه العلاقات لا مكان لها في جيش يحارب في خدمة الرب. كان أحد أسباب إلغاء فرسان الهيكل -وهو تنظيم عسكري بارز- هو توجيه اتهامات بانتشار اللواطة في التنظيم، كانت هذه الاتهامات ملفقة على الأرجح.

### الأمثلة في الفن والأدب
يظهر سجل الحب المثلي جليًّا في الأدب والفن. تظهر الأحاسيس المثلية الجنسية الذكرية في أسس الفن في الغرب، إلى حد أنه يمكن تتبع جذورها وصولًا لليونانيين القدماء. تقدم ندوة أفلاطون أيضًا للقراء شرحًا حول الموضوع، وصولًا لنقطة تعتبر فيها حب الذكر للذكر متفوقًا على حب الذكر للأنثى.
استمر التقليد الأوروبي للشبق المثلي في أعمال الفنانين والكتاب أمثال ليوناردو دا فينشي ومايكلانجلو وشكسبير. منذ عصر النهضة، بقي الشبق المثلي الذكري والأنثوي موضوعًا شائعًا، وإن كان دقيقًا وخفيًا في الفنون البصرية للغرب.
في المجتمعات الفارسية، كان الشبق المثلي موجودًا في أعمال الكتاب أمثال أبي نواس وعمر الخيام. عزز قدر هائل من المؤلفات الأدبية، يبلغ عددها مئات الأعمال، تقليد الشودو في اليابان، إلى جانب تقليد شائع آخر متمثل بفن الشونغا الجنسي المثلي.
في تقاليد الأدب الصيني، نجت أعمال مثل بيا آر تشاي وتشين بينغ ماي من العديد من حملات التطهير لتسجل جو الشبق المثلي آنذاك. اليوم، يركز فرع الأنمي الياباني الذي يسمى ياوي على الشباب المثليين. تعد اليابان استثنائية لأن فنون الشبق المثلي الذكري في ثقافتها كانت نموذجيًا عملًا للفنانات الإناث وتستهدف الجمهور النسائي، لتعكس قضية الشبق السحاقي في الفن الغربي.
في القرن العشرين، جلب الفنانون أمثال نويل كوارد ومادونا وكي دي لانغ وديفيد بوي الشبق المثلي إلى مجال الموسيقى الشعبية الغربية. من خلال هؤلاء وغيرهم من مؤلفي الأغاني والشعراء المعاصرين، وصلت أعمال النساء المثلية الجنسية الأنثوية، بدلًا من فنون الرجال الجنسية في موضوعات السحاق، إلى قمة تأثيرها الثقافي في الغرب منذ عهد الشاعرة اليونانية القديمة صافو.[بحاجة لمصدر]
في تسعينيات القرن المنصرم، بدأ عدد من كوميديي التلفزيون الأمريكي بعرض مواضيع العلاقات المثلية والشخصيات التي عبّرت عن انجذابها المثلي. تصدّر إفصاح الممثلة الكوميدية ألين دي جينيريس عن ميولها المثلية في برنامجها إلين في عام 1997 عناوين الصحف في أمريكا، وجلب للبرنامج أعلى تقييماته. ولكن، تضاءل الاهتمام العام بالبرنامج سريعًا بعد ذلك، وأٌلغِي العرض بعد موسم إضافي. بعد ذلك مباشرة، أصبح مسلسل «ويل وغريس» الذي عُرِض منذ عام 1998 حتى 2006 على قناة هيئة الإذاعة الوطنية السلسلة الأكثر نجاحًا حتى يومنا هذا فيما يتعلق بالتركيز على العلاقات الجنسية الذكرية-الذكرية. اشتهر مسلسل «أحرار الجنس مثل الناس» الذي عرضته شبكة شوتايم من عام 2000 حتى عام 2005 بتصويره الصريح نوعًا ما للحياة المثلية، بالإضافة إلى مشاهده الجنسية الحية، التي تضمنت أول مشهد جنسي صريح مصور بين رجلين عُرِض على التلفزيون الأمريكي.
دوّن كتاب المسرحيات بعض الأعمال المثلية الجنسية مثل مسرحية قطة على سقف قصديري حار للكاتب تينيسي وليامز، ومسرحية ملائكة في أمريكا للكاتب توني كوشنر. كانت العلاقات المثلية موضوعًا متكررًا أيضًا في المسرحيات الموسيقية في برودواي، مثل مسرحية أ كوروس لاين ومسرحية رينت. في عام 2005، حقق فيلم "جبل بروكباك" نجاحًا ماليًا ونقديًا عالميًا. على عكس معظم الأزواج المثليين في الفيلم، كان كلا العاشقين ذكوريين ومتزوجين. اعتُبر نجاح الفيلم نقطة هامة في القبول العام لحركة حقوق المثليين الأمريكية.
أُتيح خيار العلاقات المثلية في ألعاب الفيديو للاعبين لأول مرة في لعبة فول أوت 2 عام 1998. ابتداءً من الألفينيات، أُدرِج هذا الخيار بشكل متزايد في السلاسل الرئيسية لألعاب فيديو تقمص الأدوار، وأصبح رائدًا بين السلاسل الأخرى عبر سلسلتي ماس إفكت ودراغون إيج التابعتين لشركة بايوير.

## الأفلاطونية (العذرية)
تضمنت الأشكال الأخرى من العلاقات المثلية (التي حوت أو لم تحوِ أي جوانب رومانسية أو جنسانية) علاقات البرومانس والومانسس والأشكال الأخرى من العلاقات المثلية وثيقة الرابطة.
تشير الأفلاطونية إلى كتابات أفلاطون، وهو الفيلسوف الإغريقي الذي كتب حول موضوع الحب المثير للاهتمام. يتميز الحب الأفلاطوني والصداقة الأفلاطونية بغياب الرغبة الجنسية والجسدية. اعترف أفلاطون بالرغبة الجسدية، ولكنه آمن أنه إذا ألهم شخصان بعضهما البعض بحق، سيقرّبهم حبهم الروحي أو المثالي من الرب.

## الرومانسية والجنسية
تختلف الإجراءات والمحظورات في الدولة فيما يخص علاقات الأزواج المثليين (الرومانسية أو الجنسية) تبعًا للسلطة القضائية. في بعض المناطق، تمتد حقوق الأزواج المثليين لتصل للزواج الكامل تمامًا كالأزواج مغايري الجنس، وفي مناطق أخرى، قد تتوفر لهم حماية محدودة أو قد لا يحصلون على أي حماية على الإطلاق. تختلف السياسات أيضًا فيما يتعلق بتبني الأزواج المثليين للأطفال.
في النواحي النفسية الأساسية، اعتُبرَت هذه العلاقات مساوية للعلاقات المغايرة جنسيًا في مذكرة قانونية خاصة بأصدقاء هيئة التحكيم لجمعية علم النفس الأمريكية، وجمعية علم النفس في كاليفورنيا، وجمعية الطب النفسي الأمريكي، وفرع الجمعية الوطنية للعاملين الاجتماعيين في كاليفورنيا.